# افو
اَفو (به فرانسوی: Affoux) نام یک کمون در بخش رون در شرق فرانسه است.